# 和歌山市駅
和歌山市駅（わかやましえき）は、和歌山県和歌山市東蔵前丁にある、南海電気鉄道・西日本旅客鉄道（JR西日本）の駅である。南海の駅番号はNK45。

## 概要

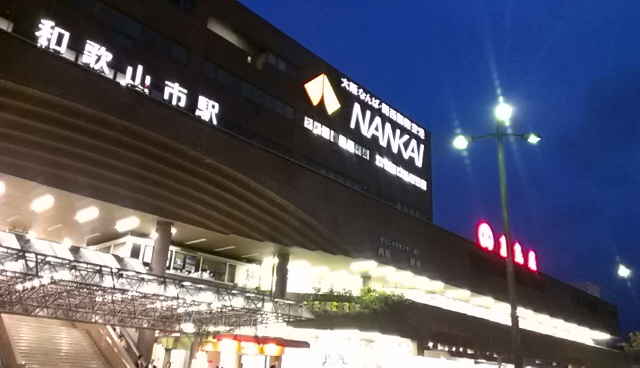
夜の和歌山市駅（2013年4月）

当駅には、南海電気鉄道の南海本線と和歌山港線のほか、JR西日本の紀勢本線が乗り入れている。以前は改札を出ずに乗換が可能な共同使用駅であったが、2017年の改良工事により、両社の改札口が別となった。南海本線と紀勢本線は当駅が終点、和歌山港線は当駅が起点となっている。いずれの線も全列車が停車する。南海本線の大阪方面からの列車は当駅折り返しが大半だが、特急「サザン」と急行のそれぞれ一部のみ和歌山港線に乗り入れる。
また、隣の紀ノ川駅から分岐する南海加太線の全列車も南海本線経由で当駅に乗り入れ、運行系統上は当駅を始発とする。ただし、1955年まで存在していた加太線旧線は当駅へ直接乗り入れていた（#旧加太線の遺構も参照のこと）。
南海本線の終点であり、その和歌山側のターミナル駅（大阪側のターミナル駅は難波駅）となっており、JR阪和線などの和歌山駅と区別するため、地元では市駅（しえき）と通称される。同様に市名をそのまま名乗る全国の「市駅」の中では最も古くから「－市駅」を名乗っており、また一貫して改称もしていない。また、県庁所在地の市の駅で「－市駅」と名乗っているのは当駅と愛媛県松山市にある伊予鉄道の松山市駅のみである。
2015年度から2021年度の6年間で第一期と第二期に分け、改築が行われた。

## 歴史
- 1903年（明治36年）3月21日：南海鉄道と紀和鉄道の駅として開業[1]。
- 1904年（明治37年）8月27日：紀和鉄道が関西鉄道に路線譲渡[1]。
- 1907年（明治40年）10月1日：関西鉄道が鉄道国有法により国有化、南海鉄道と国鉄の駅となる[1]。
- 1909年（明治42年）2月11日：和歌山水力電気（後の南海和歌山軌道線）の駅前（後の市駅前） - 県庁前間が開業。
- 1914年（大正3年）9月25日：加太軽便鉄道（現在の南海加太線）の和歌山口駅開業。
- 1930年（昭和5年）12月22日：社名変更により和歌山口駅が加太電気鉄道の駅となる。
- 1942年（昭和17年）2月1日：加太電気鉄道が加太線として南海鉄道に合併。和歌山口駅を統合。
- 1944年（昭和19年）6月1日：南海鉄道の会社合併により、近畿日本鉄道と国鉄の駅となる。
- 1947年（昭和22年）6月1日：近畿日本鉄道からの路線譲渡により、南海電気鉄道と国鉄の駅となる。
- 1950年（昭和25年）9月3日：ジェーン台風により、加太線の和歌山市駅 - 北島駅間が不通。
- 1953年（昭和28年）：加太線の和歌山市駅 - 北島駅間が休止。
- 1955年（昭和30年）2月15日：加太線の和歌山市駅 - 北島駅間が廃止。
- 1956年（昭和31年）5月6日：南海和歌山港線開業。
- 1962年（昭和37年）3月10日：当駅 - 東京間の急行「大和」（和歌山線・関西本線・東海道本線経由）が運行開始（従来湊町駅発着だった同急行に当駅発着の編成を追加）。
- 1968年（昭和43年）10月1日：急行「大和」廃止。
- 1971年（昭和46年）4月1日：南海和歌山軌道線が廃止。
- 1972年（昭和47年）
  - 3月15日：紀和駅 - 和歌山市駅間が和歌山線から紀勢本線に移管[1]。国鉄の駅の所属線が和歌山線から紀勢本線に変更される[2]。
  - 12月1日：駅ビル完成。2階にある駅舎部分が使用を開始。南海電気鉄道の駅に自動改札機を初設置、試験運用を開始。
- 1973年（昭和48年）5月16日：駅ビル「南海和歌山ビルディング」開業。髙島屋和歌山店（駅ビルテナントとして入居。高島屋大阪店の支店）開店。
- 1980年（昭和55年）7月1日：荷物扱い廃止[2]。
- 1985年（昭和60年）3月14日：南海線 - 国鉄線間直通旅客列車が廃止[1]。
- 1987年（昭和62年）4月1日：国鉄分割民営化により南海電気鉄道と西日本旅客鉄道の駅となる[1][2]。
- 2005年（平成17年）11月27日：南海和歌山港線の当駅 - 和歌山港駅間の途中駅が廃止。
- 2012年（平成24年）4月1日：駅内構造を変更、駅ナンバリングが導入され、使用を開始[3][4]。
- 2014年（平成26年）8月31日：駅ビルテナントの髙島屋和歌山店が閉店。跡地の1階部分にデイリーカナート、2階部分に100円均一ショップが開店（いずれも2017年3月閉店）。
- 2014年（平成26年）10月18日：南海本線・加太線・和歌山港線ダイヤ改正に伴い、南海本線の泉佐野駅 - 当駅間の普通列車が日中毎時2本から4本に倍増し、和歌山港線普通列車（線内折り返し）を従来通り5番線から発着させることが不可能になったため、7番線の使用を再開し和歌山港線普通列車専用ホームとする。
- 2017年（平成29年）7月15日：和歌山市駅活性化計画（第1期工事）に伴い、改札口を2階から1階に移設。南海線とJR線の改札を分離[5]。この分離に伴い、紀勢本線の和歌山駅 - 当駅間でICカード「ICOCA」の利用が可能になる[6][7]。
- 2020年（令和2年）6月5日：隣接する複合施設「キーノ和歌山」の商業棟が開業[8]。

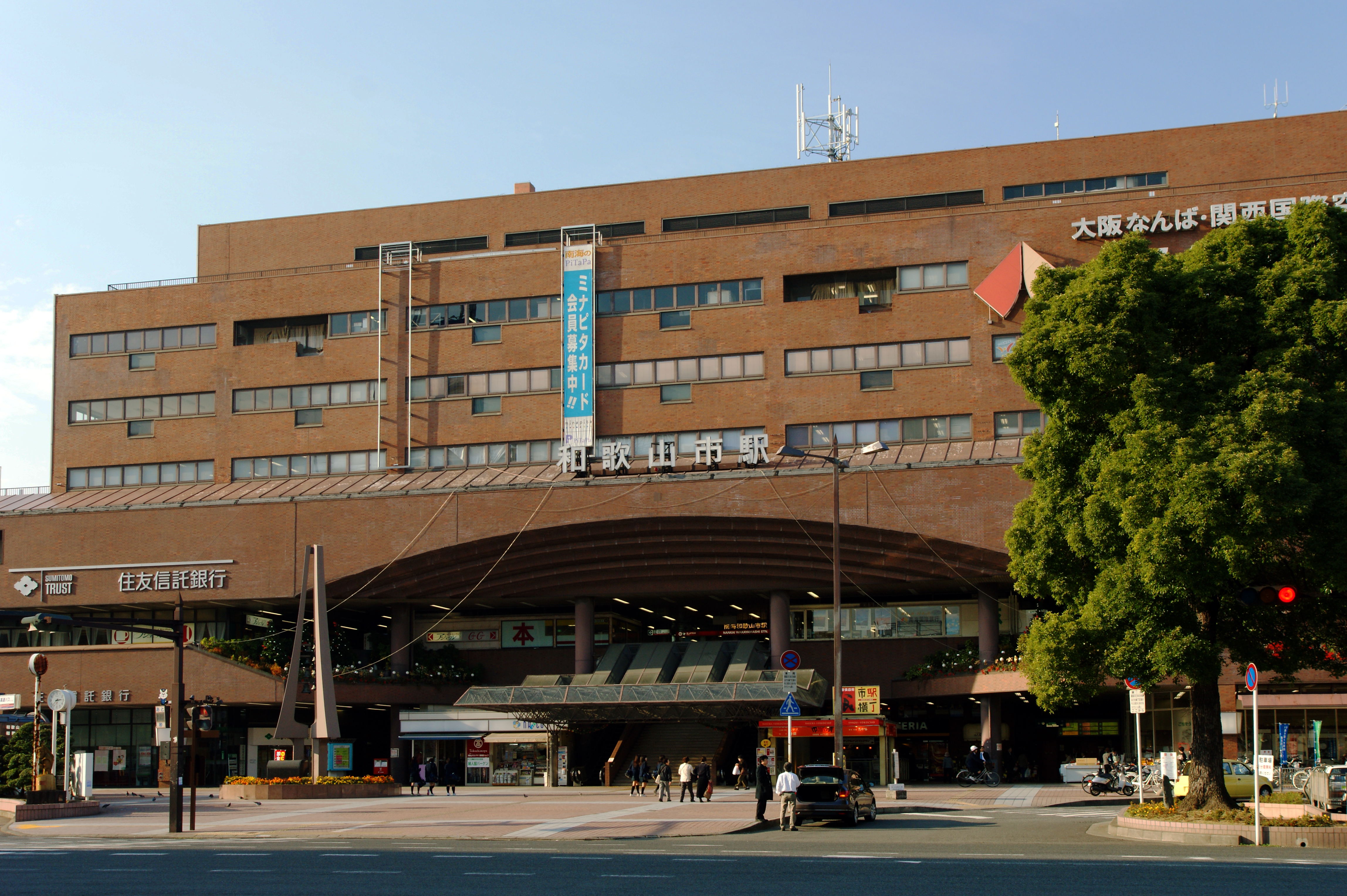
旧駅舎（2008年12月）
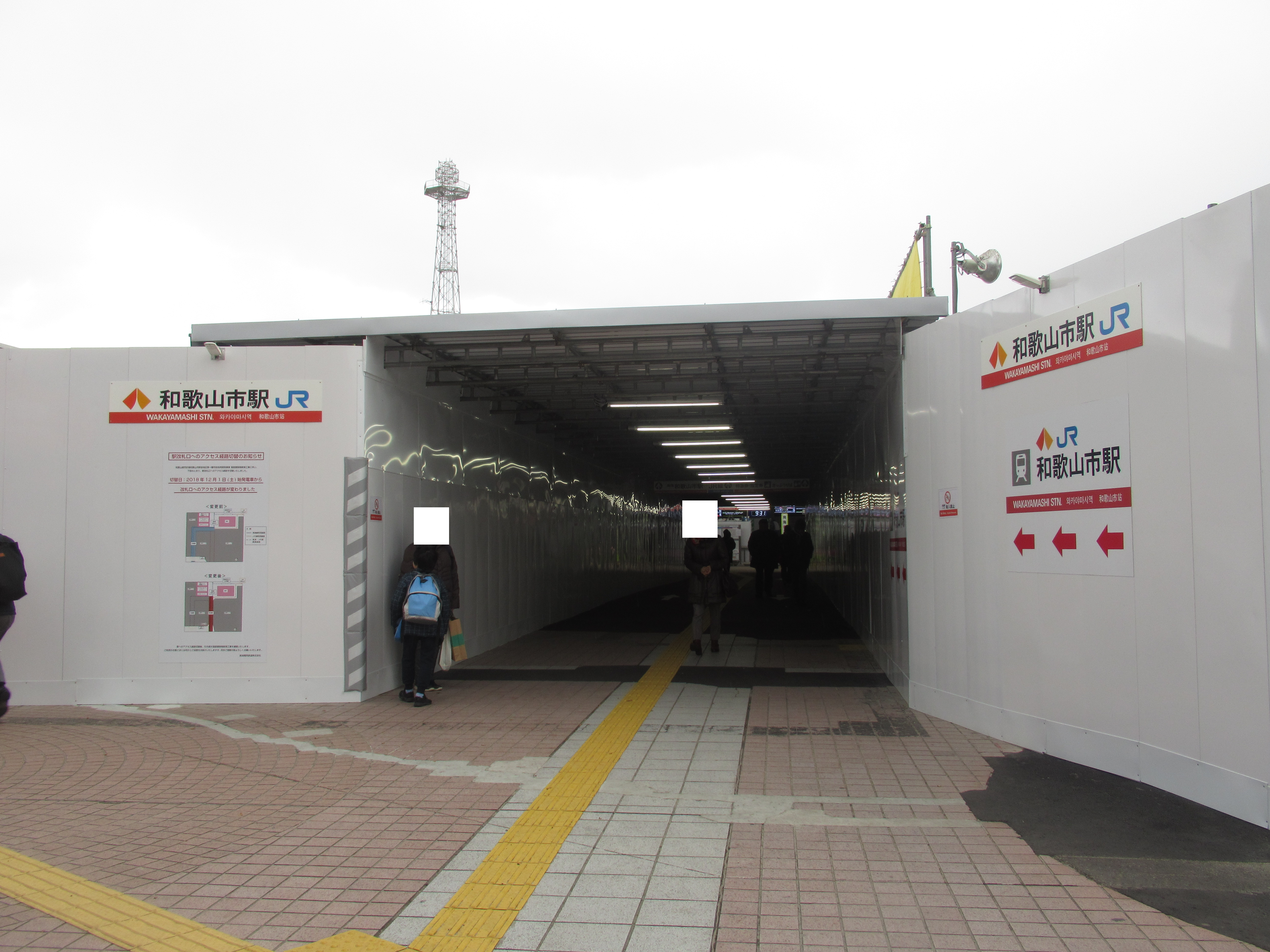
駅舎建て替え時の駅入り口
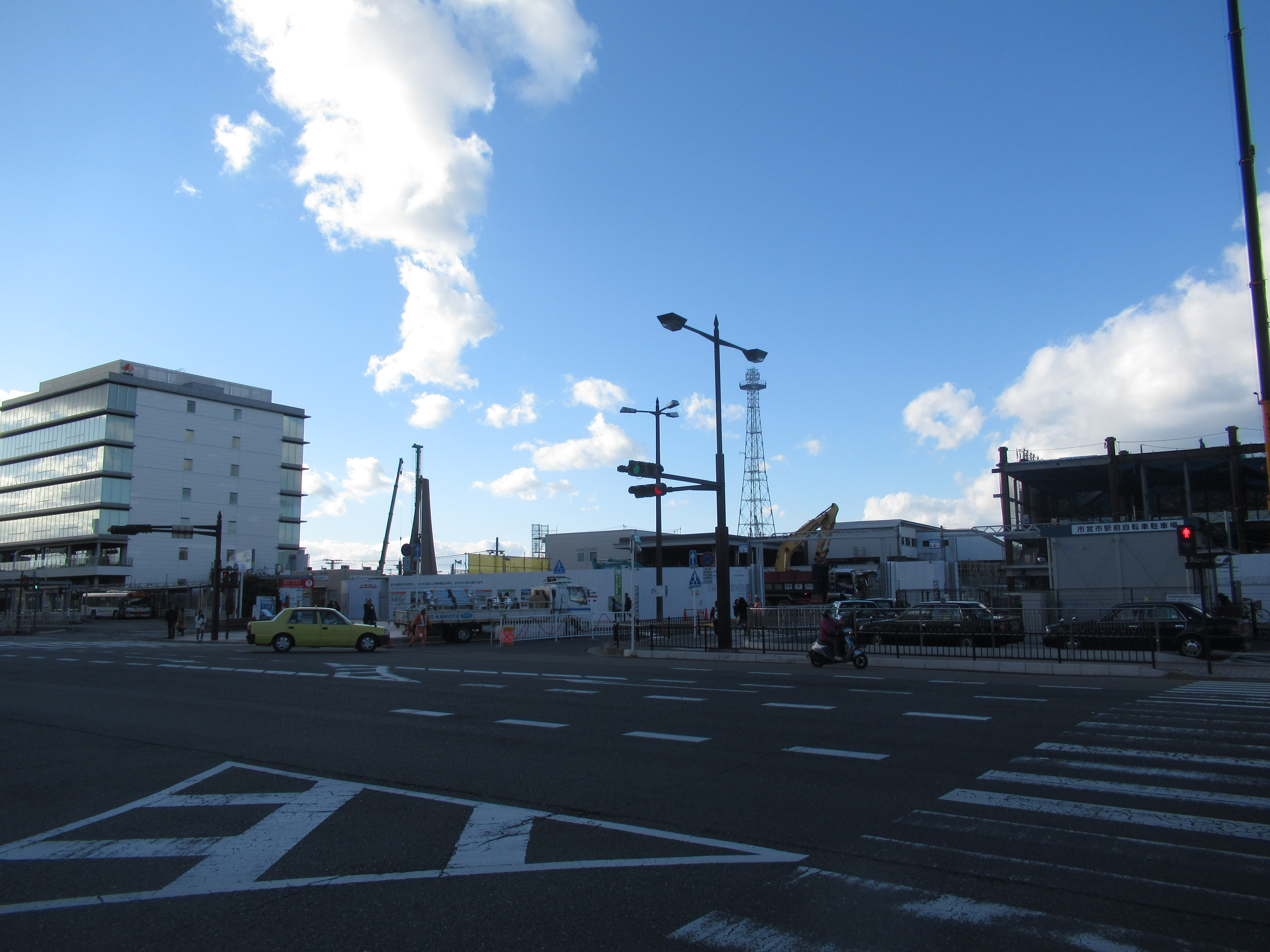
駅舎建て替え工事時の和歌山市駅全景

## 駅構造
2017年までは南海側のみICカード乗車券の利用が可能だったため、南海・JR間で乗り継ぐ場合は、ホーム上にある簡易ICカードリーダーで改札処理をしていた。だが、2017年に当駅の改札口が事業者ごとに分離されたため、改札を通るだけでの乗り継ぎが可能となった。

### 南海電気鉄道
改札口は駅ビル「南海和歌山ビル」の1階にあり、5・6・7番線は跨線橋で結ばれている。トイレは改札内に設置されている。
3番線は行き止まりになっており、4・5番線のみが和歌山港へ通じている。なお6・7番線は同一ホームが中ほどで分割され、向かい合わせで停車するかたちになっている。両番線とも線路終端標識が立てられ、また砂利が盛られて枕木が置かれて行き止まりになっているものの、線路と架線自体はつながっている。
当駅は、駅長が配置され、尾崎駅 - 和歌山市駅の各駅と多奈川線、和歌山港駅を管轄している。

#### のりば（南海）
| のりば | 路線       | 行先                 | 備考                                                 |
| ------ | ---------- | -------------------- | ---------------------------------------------------- |
| 3      | 加太線     | 加太方面             |                                                      |
| 4・5   | 南海本線   | なんば・関西空港方面 |                                                      |
| 4・5   | 和歌山港線 | 和歌山港方面         | 特急「サザン」・急行                                 |
| 6      | 南海本線   | なんば・関西空港方面 | 線路を共用 本線の一部列車 和歌山港線内折り返しの普通 |
| 7      | 和歌山港線 | 和歌山港方面         | 線路を共用 本線の一部列車 和歌山港線内折り返しの普通 |

2012年度に、バリアフリー化のため改札とホームの間にエレベーターを設置した。3・4番線のホームに通じるエレベーターは、3番線の有効長を短縮させた跡に設置されている。それに伴い、加太線の専用ホームが6番線から3番線に変更となった。
和歌山港線の主本線である7番線は、2005年に線内普通列車が一旦廃止されてからは客扱いでは使われなくなり、回送列車が発着する程度となっていた。2012年の普通列車再設定後も同様の状態が続いたが、2014年10月のダイヤ変更により再び和歌山港線普通列車用ホームとして使用されるようになった（同時に4・5番線の和歌山港行きは特急サザンと急行のみとなった）。なお、2005年11月26日までは7番線の出入口にも中間改札があった。この日を営業最終日として廃止された和歌山港線の中間駅各駅（2002年までは水軒駅を含む）が無人駅だったため、当駅で乗り換えもしくは降車するために乗車駅証明書発行機が改札前に設置されていた。

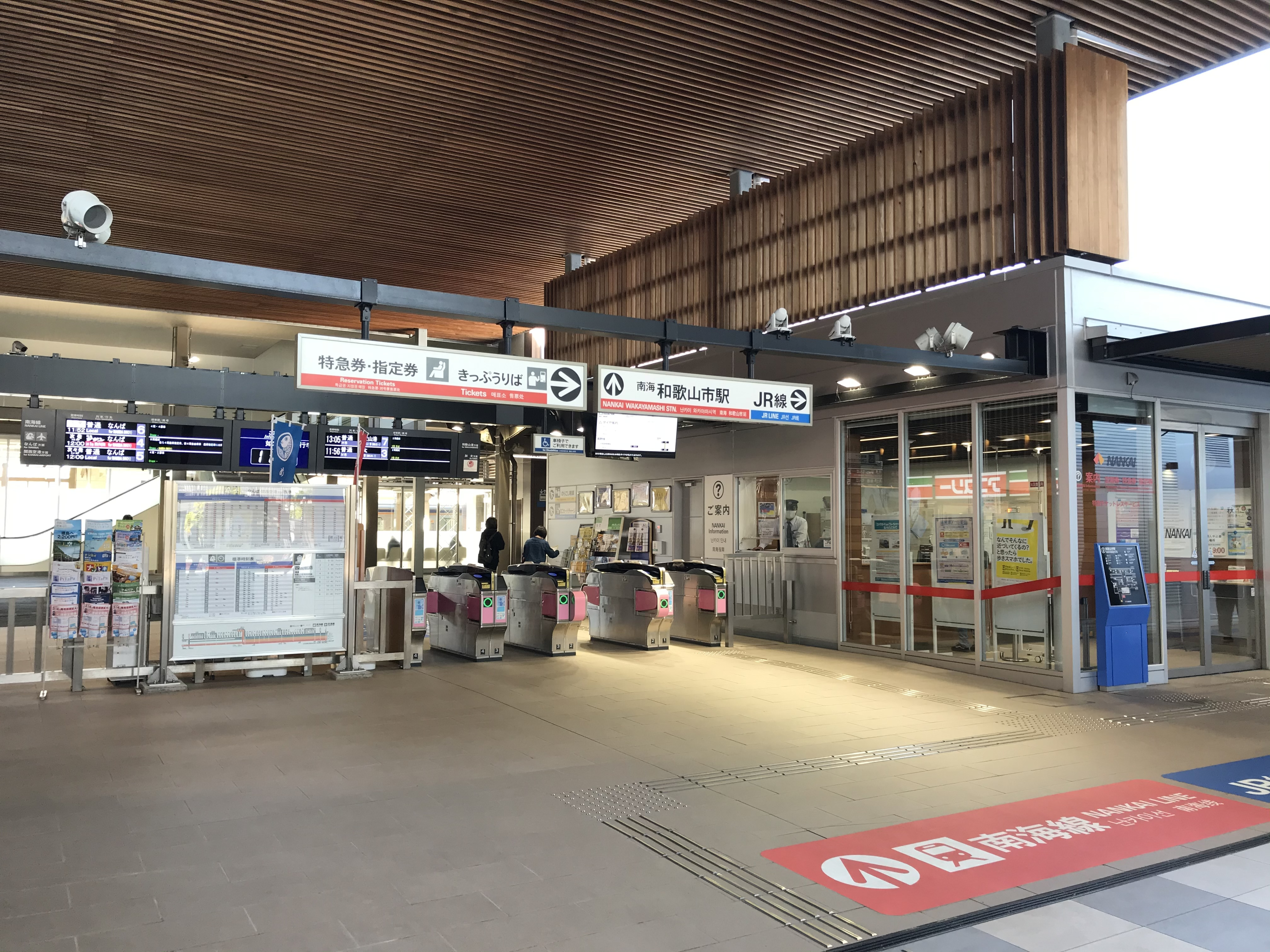
改札口（2020年10月）
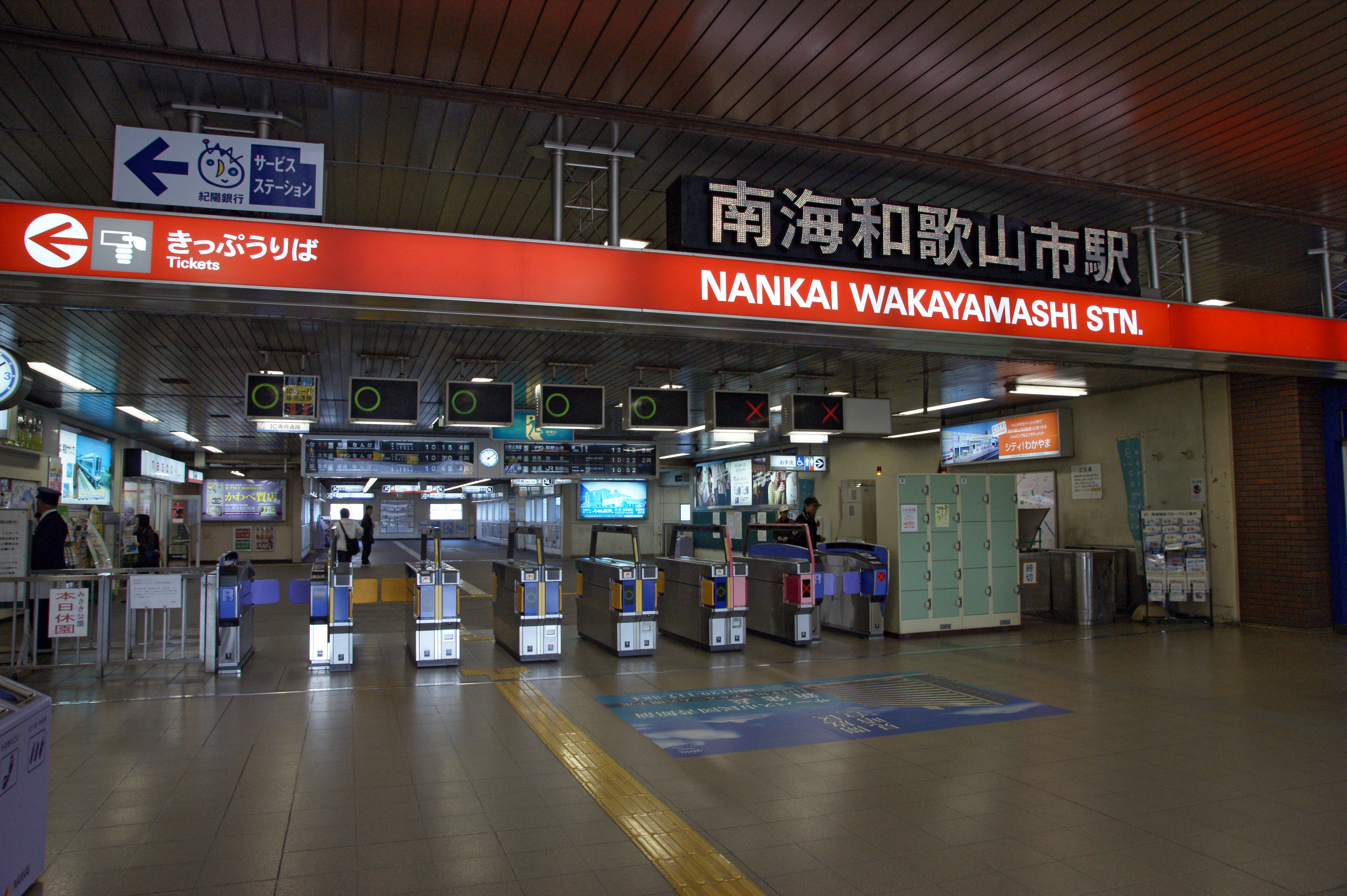
旧改札口（2008年12月）
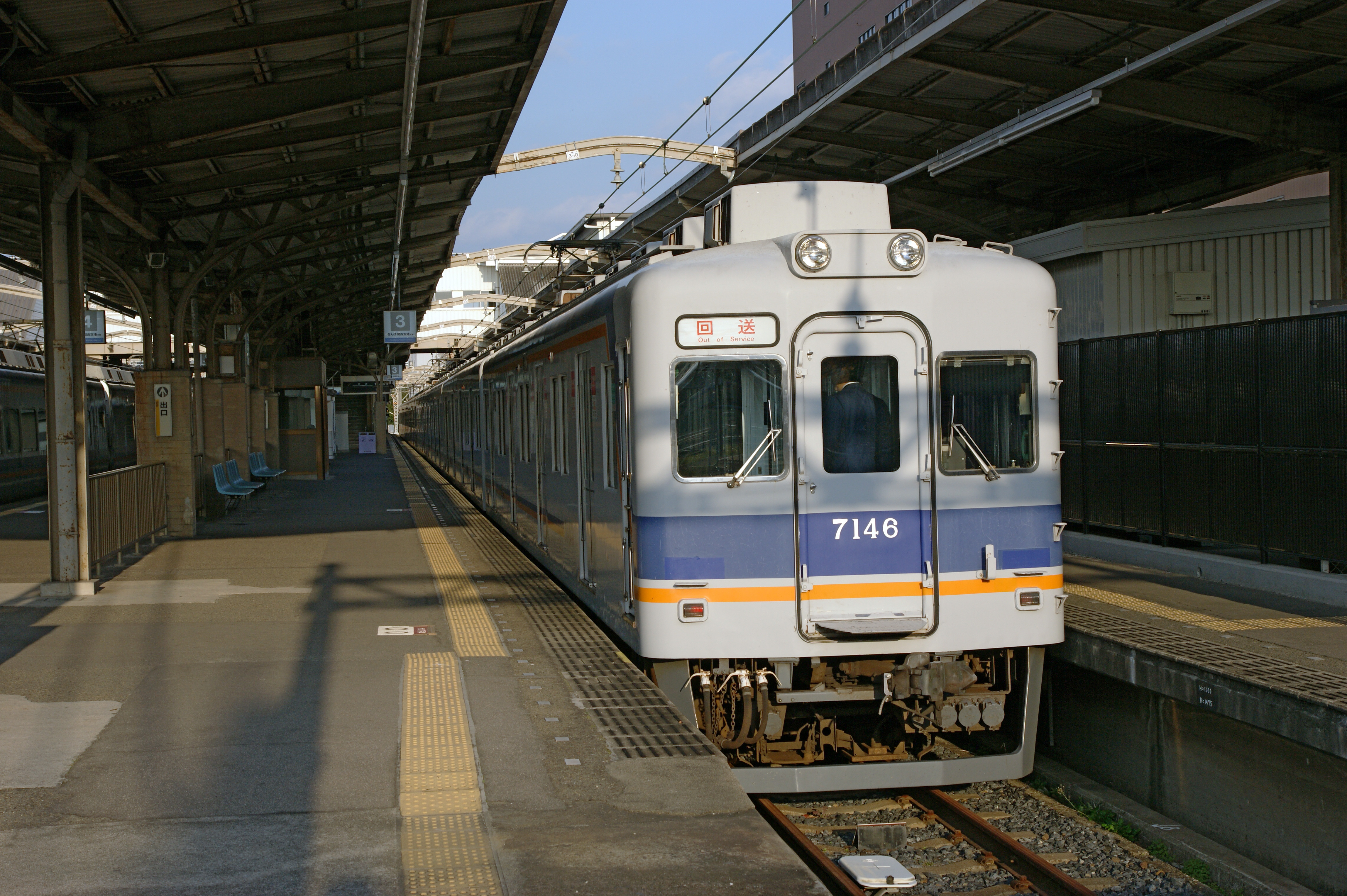
3番線（2008年12月）
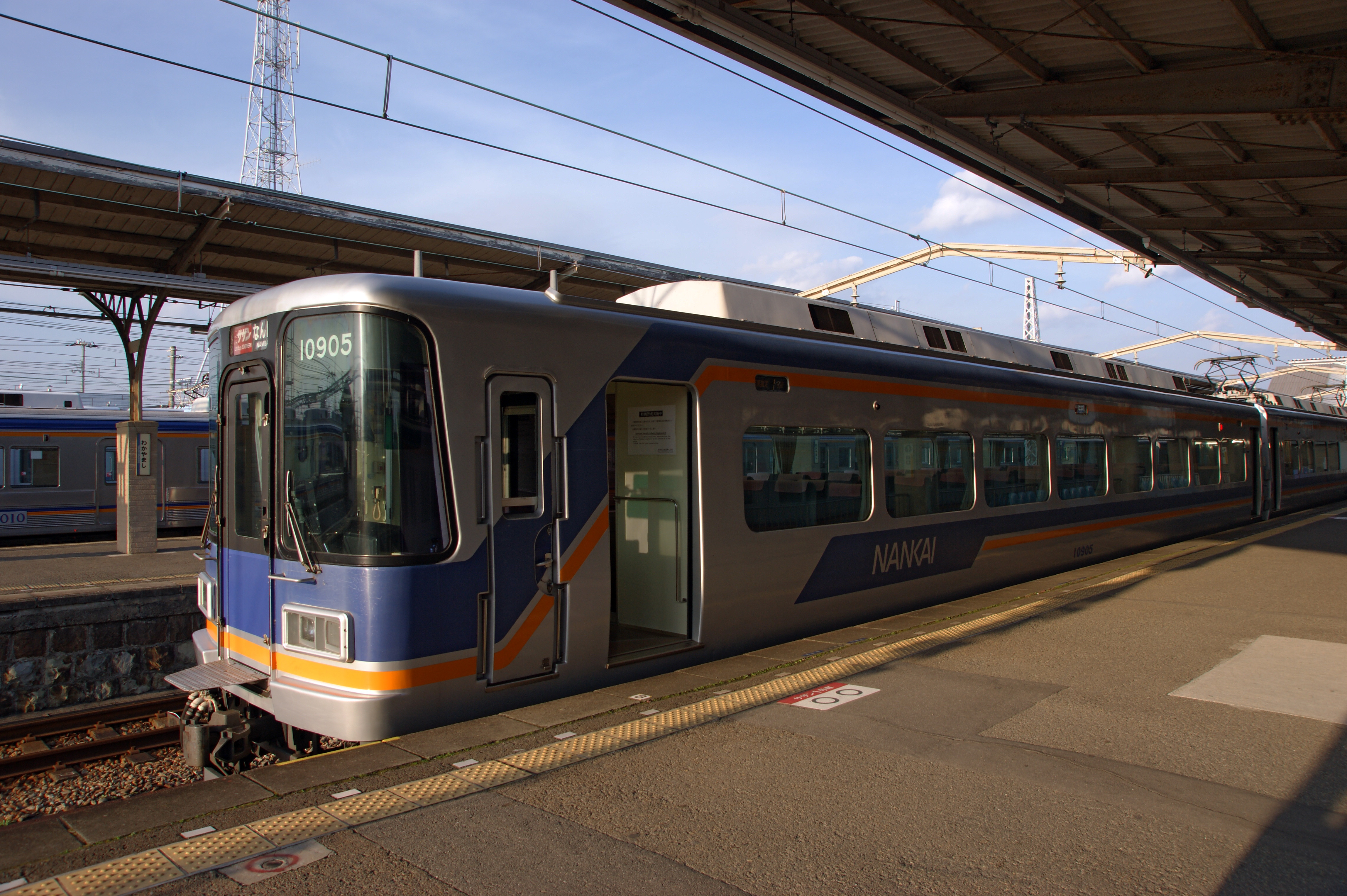
4番線（2008年12月）
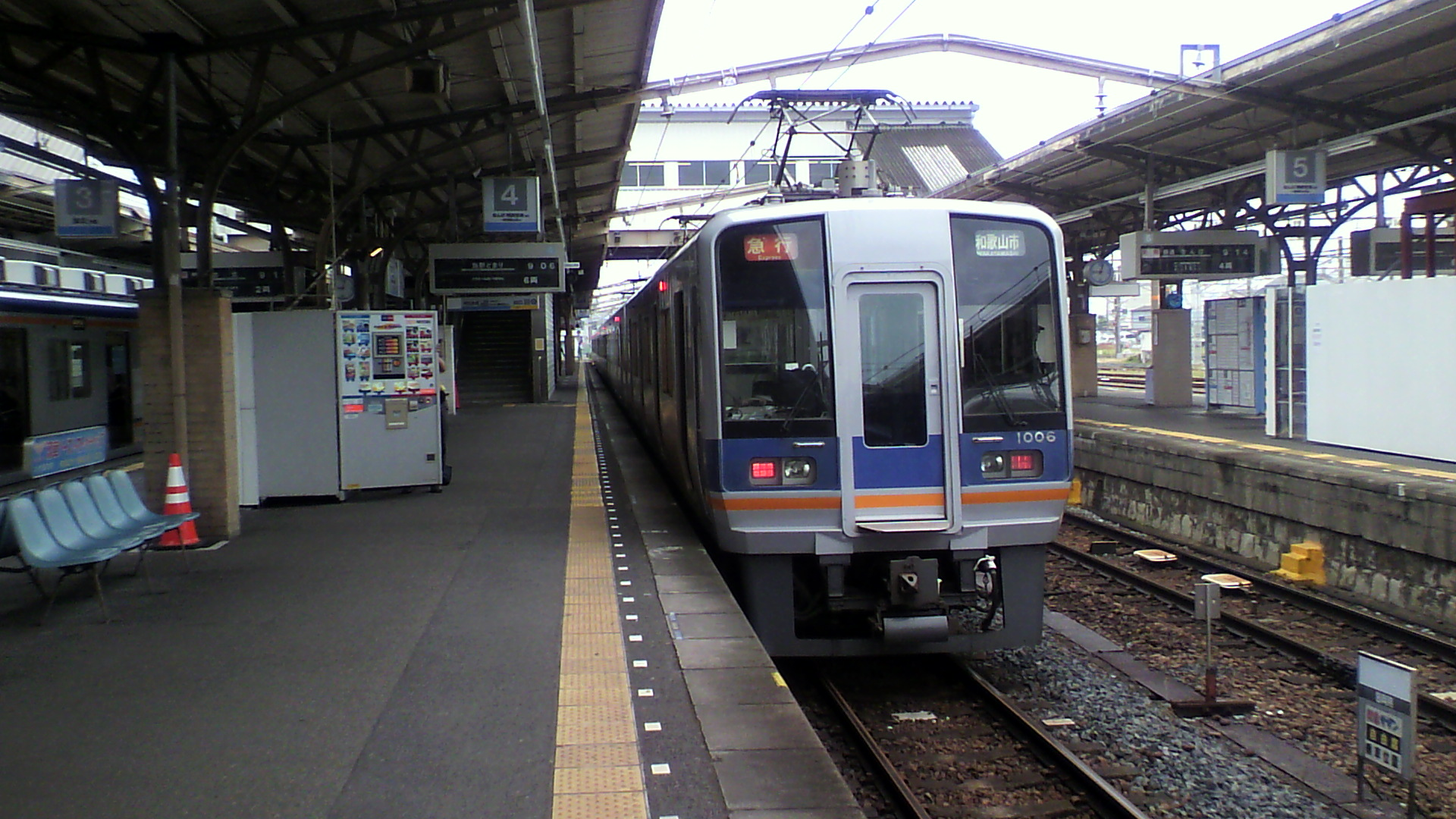
4番線に停車する1000系
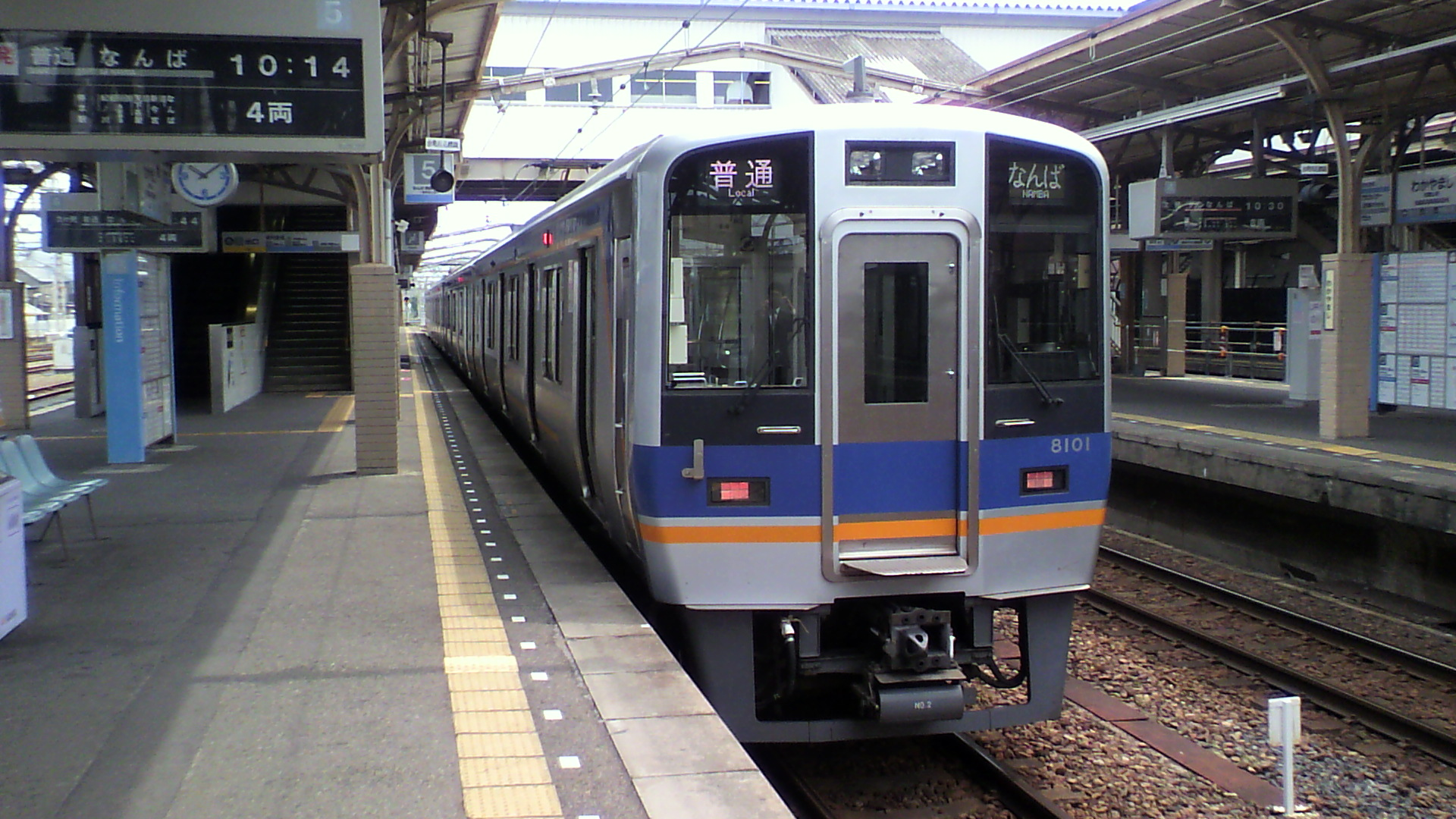
5番線に停車する8000系（2012年5月）
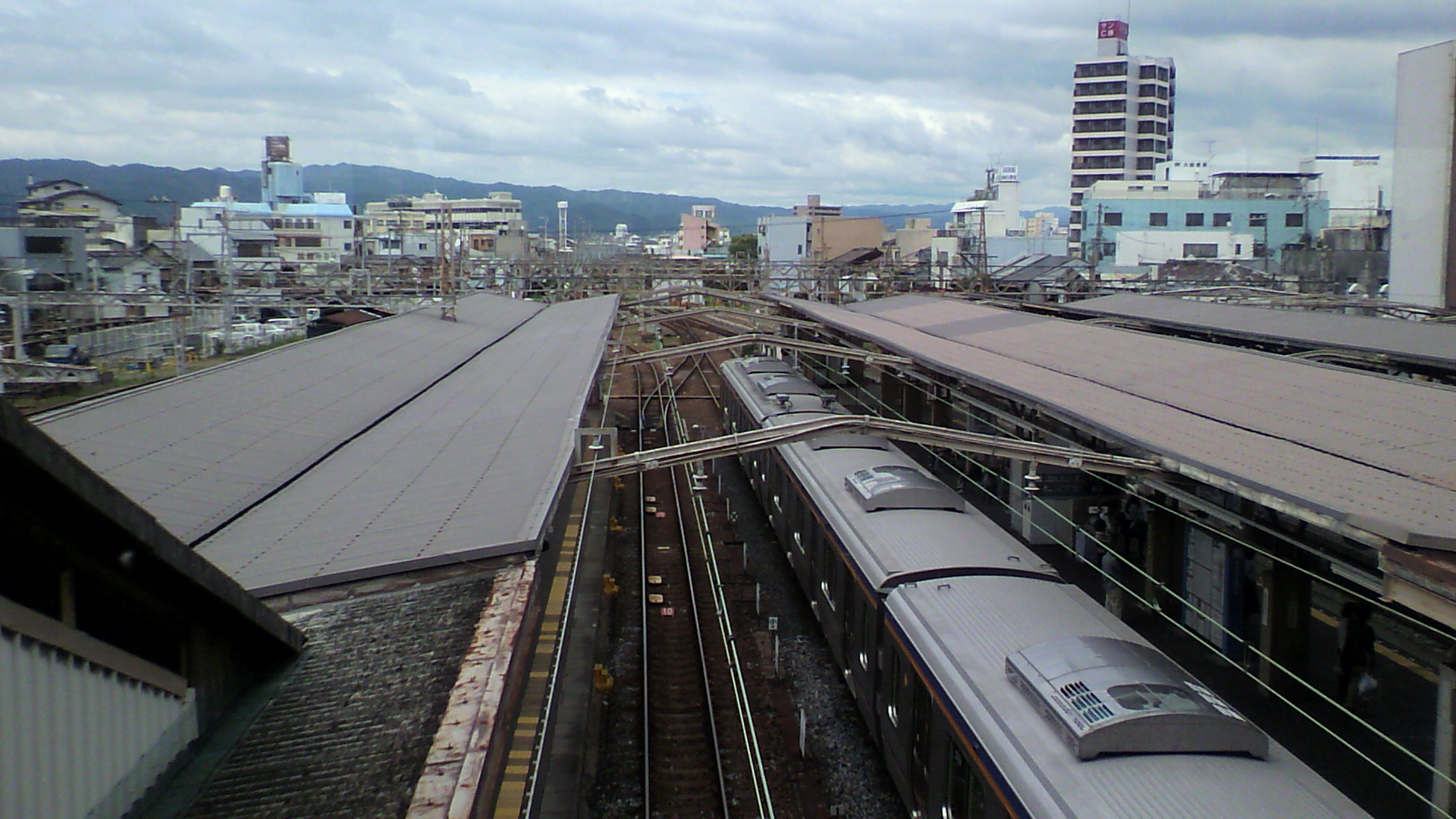
跨線橋より撮影（奥がなんば方面）
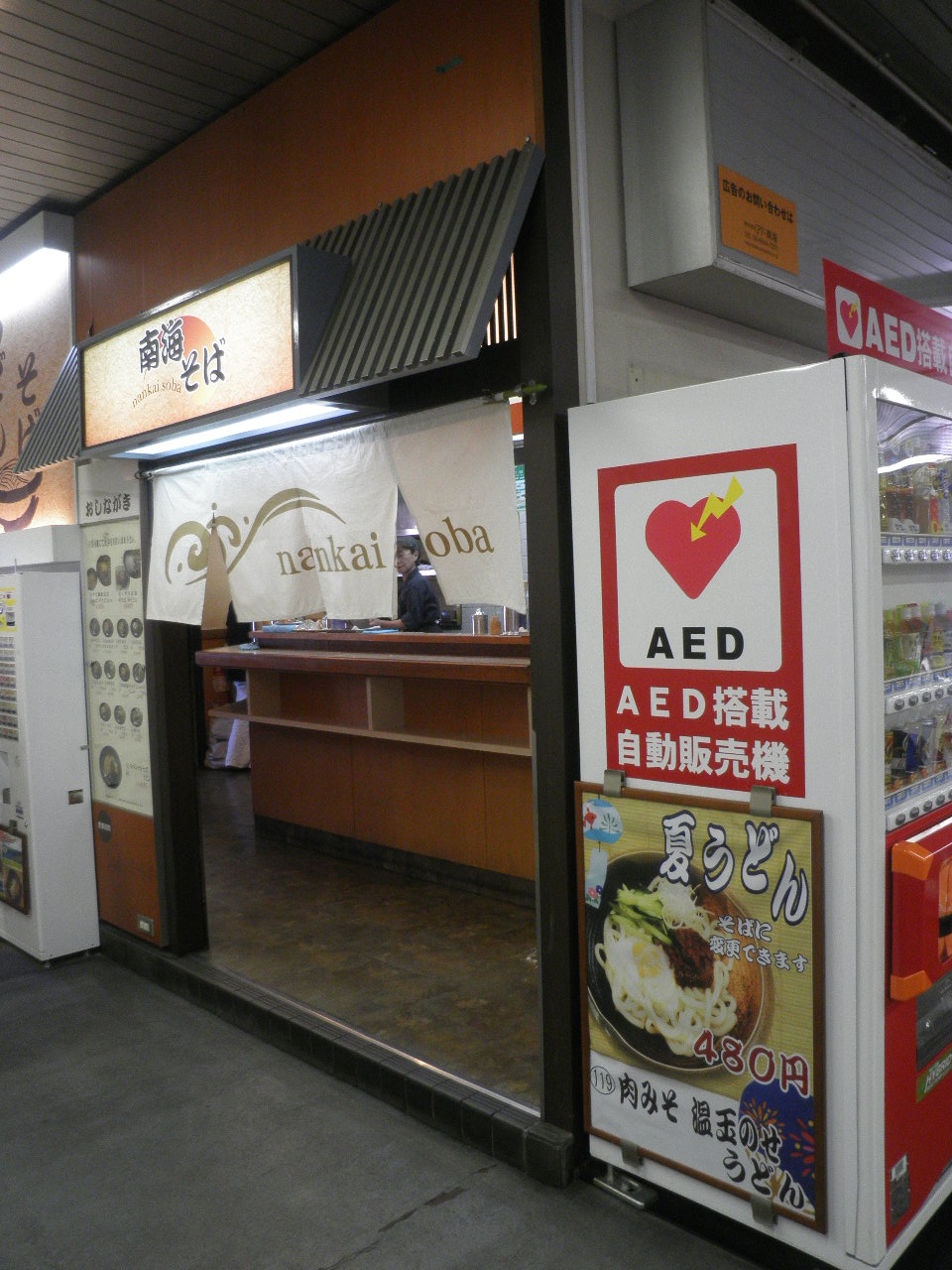
改札内コンコースにあった南海そば

### JR西日本
2番線に改札口がある。かつては1番線の片側ホームと機回し線が敷設されていたが1992年に撤去され、駐車場となっている。この1番線ホームを覆う屋根や、ホームに通じていた階段（通常時は扉で閉鎖されていた）が南海和歌山ビルの解体まで存在した。
駅業務は共同使用駅時代から一貫して南海に委託しているため、国鉄→JR西日本の駅員配置はなく、みどりの窓口もない。その名残でJR線のりばの駅名標や案内放送も南海様式となっている。2017年7月14日までは、JR線の乗車券類は一部近距離区間までであれば南海の券売機で購入可能で、そのほかは南海の出札窓口で常備券や補充券による販売が行われていた。
入場券については改札分離前は券売機での発行分は南海の、窓口での発行分は国鉄→JR西日本の収入として取り扱われていた上、りんくうタウン駅などと異なり料金を安い金額の側に合わせる取り決めがなかったため、最低運賃が異なる場合は効力が同一でありながら窓口と券売機で料金が異なる現象が発生していた。なお、国鉄→JR西日本扱いの入場券は硬券時代は国鉄→JR西日本の様式だったが、軟券となってからは調製が南海に委託されたため、南海様式でJRの料金のものが発行されていた。
7月15日の南海との改札分離により南海の窓口と券売機でのJR単独券の発売を中止し、これまで改札内に乗継用に設置していたJRの券売機を改札外に移設し、入場券の発券にも対応した。またJR線改札には係員が常駐しない無人駅であり、自動改札機が利用できない場合など係員対応が必要な場合「改札口コールシステム」による遠隔操作での対応となる。
もともと南海の駅として開業し、後に紀和鉄道（→関西鉄道→国鉄→JR西日本）が当駅へ乗り入れた。かつては当駅から1.0 km紀和駅寄りに在る分界点までの線路も南海の所有であり、「国社連絡線」という路線名で鉄道要覧にも記載されていた。こうした経緯により国鉄時代は国鉄の駅数には計上されていなかった。
1987年（昭和62年）の国鉄分割民営化時に、分界点 - 当駅間がJR西日本の第一種鉄道事業（自社の線路）区間となった。従来通りの区分であれば、南海が第三種鉄道事業の、JR西日本が第二種鉄道事業の区間となるが、線路を含めてJR西日本に貸与した形に改めた。このため、「鉄道要覧」からも「南海国社連絡線」の記述が削除された。一方JR貨物は旧分界点 - 当駅間の第二種鉄道事業免許を所有していなかったため、当該区間は南海がJR貨物に委託した配給列車扱いとしていた。

#### のりば（JR西日本）
のりばは2017年7月15日現在。
| のりば | 路線       | 行先       |
| ------ | ---------- | ---------- |
| 2      | ■ 紀勢本線 | 和歌山方面 |

### 渡り線
JR紀勢本線と南海本線の間には、非電化の渡り線が設けられている。かつて、南海難波駅を発着する紀勢本線直通列車がこの渡り線を経由して運転されていた。しかし、1985年3月に「きのくに」が廃止されて以降、この渡り線を使用する旅客列車は運転されていない。この線路については電化の上で南海難波駅発着を存続させる動きがあったが、1日数本の列車のために電化は得策ではないので見送られた。
また、旅客列車以外では、南海や泉北高速鉄道が新型車両導入の際に車両メーカーの工場→JR線→当駅、というルートで搬入されているため、その際にこの渡り線が使用される。2003年から2008年までは百済貨物ターミナル駅または安治川口駅からの陸送のため使用されなかったが、2009年にはおおさか東線経由で、2010年以降は梅田貨物線・大阪環状線経由で当駅まで搬入されている。その後、当駅に隣接する検車場で受入検査を行った後、南海本線から高野線を経由して千代田工場まで自力回送される。
1994年の南海貴志川線（現・和歌山電鐵）の2270系の車両送り込みや1201形の廃車回送の時は、和歌山駅 - 当駅間で車両の搬送を行った。

### 配線図
|                                                                                           | ↑ なんば方面     |              |
| ← 和歌山港方面                                                                            | 和歌山市駅配線図 | → 和歌山方面 |
| 凡例 出典:鉄道ピクトリアル 2008年8月臨時増刊「南海電気鉄道」 上は住ノ江検車区和歌山出張場 |                  |              |

## 利用状況
かつては、和歌山市の玄関として、阪和線の和歌山駅と肩を並べる乗降客数を誇っていたが、現在は阪和線駅の約半分まで落ち込んでいる。実数値としても、1980年ごろの半分以下まで減少している。
- 南海電気鉄道 - 2024年度の1日平均乗降人員は15,373人[南海 1]で、南海の駅（100駅）では17位[南海 1]である。
- JR西日本 - 2019年度の1日平均乗車人員は2,170人である。

各年度の1日平均乗降・乗車人員数は下表のとおり。
| 年度               | 南海電気鉄道     | 南海電気鉄道 | JR西日本         | JR西日本         | 出典                                 |
| 年度               | 1日平均 乗降人員 | 順位         | 1日平均 乗降人員 | 1日平均 乗車人員 | 出典                                 |
| ------------------ | ---------------- | ------------ | ---------------- | ---------------- | ------------------------------------ |
| 1980年（昭和55年） | 42,428           | -            | 5,702            |                  | [ 県資料 1 ] [ 県資料 2 ]            |
| 1985年（昭和60年） | 37,697           | -            | 5,510            |                  | [ 県資料 1 ] [ 県資料 2 ]            |
| 1990年（平成02年） | 34,172           | -            | 5,298            |                  | [ 県資料 1 ] [ 県資料 2 ]            |
| 1995年（平成07年） | 30,452           | -            | 6,294            |                  | [ 県資料 1 ] [ 県資料 2 ]            |
| 2000年（平成12年） | 23,844           | -            | 4,702            | 2,351            | [ 県資料 1 ] [ 県資料 2 ]            |
| 2001年（平成13年） | 22,341           | -            | 4,416            | 2,209            | [ 県資料 1 ] [ 県資料 2 ]            |
| 2002年（平成14年） | 21,188           | -            | 4,024            | 2,012            | [ 県資料 1 ] [ 県資料 2 ]            |
| 2003年（平成15年） | 20,297           | -            | 3,850            | 1,920            | [ 県資料 1 ] [ 県資料 2 ]            |
| 2004年（平成16年） | 19,766           | 18位         | 3,644            | 1,822            | [ 県資料 1 ] [ 県資料 2 ]            |
| 2005年（平成17年） | 19,210           | -            | 3,506            | 1,753            | [ 県資料 1 ] [ 県資料 2 ]            |
| 2006年（平成18年） | 18,792           | -            | 3,324            | 1,662            | [ 県資料 1 ] [ 県資料 2 ]            |
| 2007年（平成19年） | 18,578           | -            | 3,134            | 1,567            | [ 県資料 1 ] [ 県資料 2 ]            |
| 2008年（平成20年） | 18,648           | -            | 3,244            | 1,626            | [ 県資料 1 ] [ 県資料 2 ]            |
| 2009年（平成21年） | 18,198           | -            | 3,320            | 1,659            | [ 県資料 1 ] [ 県資料 2 ]            |
| 2010年（平成22年） | 18,087           | -            | 3,184            | 1,593            | [ 県資料 1 ] [ 県資料 2 ]            |
| 2011年（平成23年） | 17,964           | 16位         | 3,088            | 1,544            | [ 県資料 1 ] [ 県資料 2 ]            |
| 2012年（平成24年） | 17,262           | 17位         | 3,272            | 1,636            | [ 県資料 1 ] [ 県資料 2 ]            |
| 2013年（平成25年） | 17,569           | 18位         | 3,426            | 1,713            | [ 県資料 1 ] [ 県資料 2 ]            |
| 2014年（平成26年） | 17,732           | 17位         | 3,692            | 1,845            | [ 県資料 1 ] [ 南海 2 ] [ 県資料 2 ] |
| 2015年（平成27年） | 17,942           | 17位         | 3,780            | 1,890            | [ 県資料 3 ]                         |
| 2016年（平成28年） | 17,546           | 17位         | 3,756            | 1,876            | [ 県資料 4 ]                         |
| 2017年（平成29年） | 17,041           | 17位         | 4,058            | 2,029            | [ 県資料 5 ]                         |
| 2018年（平成30年） | 16,723           | 18位         | 4,226            | 2,113            | [ 県資料 6 ]                         |
| 2019年（令和元年） | 16,455           | 18位         | 4,340            | 2,170            | [ 県資料 7 ] [ 南海 3 ]              |
| 2020年（令和02年） | 12,271           | 17位         | 3,572            | 1,786            | [ 県統計 1 ] [ 県資料 8 ] [ 南海 4 ] |
| 2021年（令和03年） | 12,714           | 17位         | 3,768            | 1,884            | [ 県統計 2 ] [ 県資料 8 ] [ 南海 4 ] |
| 2022年（令和04年） | 14,373           | 18位         | 4,124            | 2,061            | [ 県統計 3 ] [ 県資料 9 ] [ 南海 5 ] |
| 2023年（令和05年） | 15,352           | 17位         |                  |                  | [ 南海 6 ]                           |
| 2024年（令和06年） | 15,373           | 17位         |                  |                  | [ 南海 1 ]                           |

南海本線は乗客減により、2001年3月24日のダイヤ改正で1時間当たりの本数は特急1本・急行2本・普通2本の体制に、2005年11月27日のダイヤ改正ではさらに特急2本・普通2本の体制に減少した。しかし、2014年10月18日からは急行系統の空港線シフトをうけ、特急2本・普通4本の体制となっている。

## 駅周辺
- キーノ和歌山
  - カンデオホテルズ南海和歌山（2020年7月3日オープン）
  - 和歌山市民図書館
- 和歌山城
  - 和歌山城西之丸庭園（紅葉渓庭園）
- 和歌山湊北郵便局
- 和歌山競輪場
- 和歌山城ホール
- 和歌山市立博物館
- 和歌山市立こども科学館
- 旧西本組本社ビル
- 和歌山放送
- 和歌山市立有吉佐和子記念館

## バス路線

### 高速バス
- サザンクロス和歌山号：バスタ新宿・東京駅・新木場駅（南海ウイングバス）
- サウスウェーブ号：横浜駅(YCAT)・京成上野駅・東京ディズニーリゾート・西船橋駅・海浜幕張駅（和歌山バス・成田空港交通）

### 路線バス
駅前にバスターミナルが整備されており、和歌山駅とともに和歌山市内の路線バスの拠点となっている。
| のりば       | 運行事業者   | 路線名           | 系統・行先                                                 | 備考               |
| 南海和歌山駅 | 南海和歌山駅 | 南海和歌山駅     | 南海和歌山駅                                               | 南海和歌山駅       |
| ------------ | ------------ | ---------------- | ---------------------------------------------------------- | ------------------ |
| 1            | 和歌山バス   | 本町線           | 0：JR和歌山駅                                              |                    |
| 1            | 和歌山バス   | 紀三井寺線       | 40：海南駅前 42：マリーナシティ 44：医大病院               |                    |
| 1            | 和歌山バス   | 塩屋線           | 52：医大病院 55：和歌浦口                                  |                    |
| 2            | 和歌山バス   | 和歌山市内線     | 4：新和歌浦 5・13：和歌浦口 11：医大病院 17・117：海南駅前 | 「11」は土休日運休 |
| 2            | 和歌山バス   | 市内雑賀崎循環線 | 30：JR和歌山駅 34：養翠園前                                | 「34」は土休日運休 |
| 2            | 和歌山バス   | 湊線             | 60・160：JR和歌山駅                                        |                    |
| 3            | 和歌山バス   | 西浜新和歌浦線   | 35：新和歌浦                                               |                    |
| 3            | 和歌山バス   | 塩屋線           | 53：医大病院 56：和歌浦口                                  |                    |
| 3            | 和歌山バス   | 紀和線           | 65：JR和歌山駅                                             | 土休日運休         |
| 3            | 和歌山バス   | 鳴神線           | 94：紀伊風土記の丘                                         | 土休日運休         |
| 4            | 和歌山バス   | 坂田線           | 75：労災病院前・坂田                                       |                    |
| 4            | 和歌山バス   | 和歌山大学線     | 273：和歌山大学前駅東口                                    |                    |
| 4            | 和歌山バス   | 藤戸線           | 370：ふじと台                                              | 休日運休           |
| 5            | 和歌山バス   | 和歌山市内線     | 15：JR和歌山駅                                             | 土休日運休         |
| 5            | 和歌山バス   | 和歌山大学線     | 73・273：JR和歌山駅                                        |                    |
| 6            | 和歌山バス   | 六十谷線         | 83・84：川永団地                                           |                    |
| 6            | 和歌山バス   | 楠見線           | 88：鳴滝団地                                               |                    |
| 和歌山市駅前 |              |                  |                                                            |                    |
| －           | 有田鉄道     | 美山線           | 川原河                                                     |                    |

※かつては大十バスの路線も発着していた。

### 通学バス
- 桃山学院大学への直通通学バスが発着している。

## その他

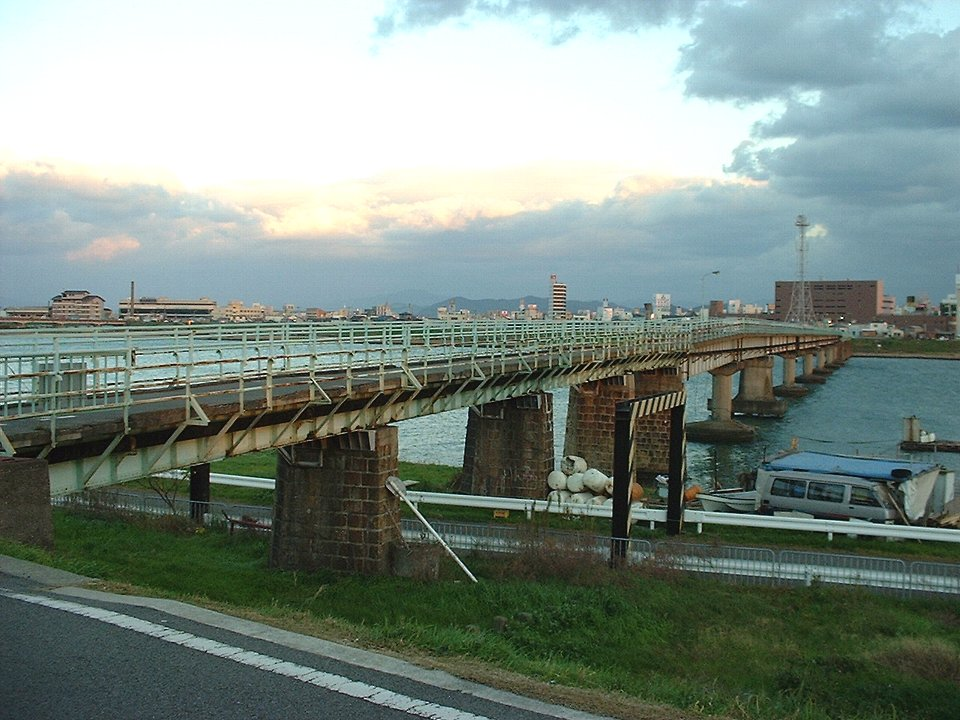
旧・加太線紀ノ川橋梁の河西橋（2003年）

- 第4回近畿の駅百選に選定された。

### 旧加太線の遺構
現在、加太線は紀ノ川駅を経由して当駅に乗り入れているが、かつては当駅西側に紀ノ川を渡って直接乗り入れていた。しかし、1950年9月のジェーン台風によって紀ノ川橋梁が破損、同橋梁を挟む当駅 - 北島駅間は休止を経て廃止された。なお、加太線列車は同年7月に紀ノ川駅経由での運行としていた。
なお、旧橋梁は「河西橋」として、二輪車、軽車両と徒歩のみ通行可能である。

## 隣の駅
南海電気鉄道（南海）
 南海本線
■特急サザン・■急行
和歌山大学前駅（ふじと台）(NK43) - 和歌山市駅 (NK45)
■区間急行（当駅 - 泉佐野駅間の各駅に停車）・■普通
紀ノ川駅 (NK44) - 和歌山市駅 (NK45)
 和歌山港線
■特急サザン・■急行（平日のみ）・■普通
和歌山市駅 (NK45) - （県社分界点） - 和歌山港駅 (NK45-1)
県社分界点はかつて久保町駅という旅客駅であったが、同駅と和歌山港駅の間にあった築地橋駅・築港町駅とともに2005年11月27日に廃止された。
 加太線（当駅から紀ノ川駅までは南海本線を経由）
和歌山市駅 (NK45) - 紀ノ川駅 (NK44)
- 括弧内は駅番号を示す。

西日本旅客鉄道（JR西日本）
■ 紀勢本線
紀和駅 - 和歌山市駅

### かつて存在していた路線
南海電気鉄道
加太旧線
和歌山市駅 - 北島駅
和歌山軌道線
市駅前 - 宇治駅